# الناز قاسمی
الناز قاسمی (زادهٔ ۲۳ دی ۱۳۷۴) بازیکن هندبال ایرانی ست.
وی عضو باشگاه آنتالیا آنادولو اس کی ترکیه و همچنین تیم ملی هندبال زنان ایران است.
قاسمی در جریان مسابقات قهرمانی جهان اسپانیا ۲۰۲۱ با قرار گرفتن در جایگاه چهارم مرحله گروهی راهی مسابقات پرزیدنت کاپ شد و در اولین بازی خود، مقابل تیم ملی هندبال زنان ازبکستان با زدن ۹ گل بهترین بازیکن زمین معرفی گردید.